# AdventureRooms
AdventureRooms ist ein Schweizer Unternehmen, das weltweit Abenteuerspiele anbietet. Das erste Spiel wurde im März 2012 als Schulprojekt von Gabriel Palacios gestartet, einem Physiklehrer aus Bern. Ab 2013 hat er zusammen mit seinem Bruder David Palacios das Unternehmen AdventureRooms gegründet. Dieses Urspiel wurde als «Original» oder «Swiss Original» in 22 Ländern angeboten und gilt somit als eines der bekanntesten und meistgespielten Escape Rooms weltweit.
AdventureRooms war einer der ersten Anbieter von Escape Games überhaupt und hat die Entwicklung dieser Spiele geprägt durch die Einführung von Rätseln mit wissenschaftlichem Hintergrund (beispielsweise Rätsel mit Infrarotlicht, Polarisationsfiltern, Lichtspektren, Stroboskopen usw.) Durch das 2013 begonnene Franchising hat sich diese Rätselart in Europa, Nordamerika und Australien ausgebreitet und mit anderen Einflüssen vermischt.
Im Naturhistorischen Museum Bern wurde anlässlich der Sonderausstellung «Weltuntergang» ein AdventureRooms-Spiel installiert.
Ein weiteres typisches Merkmal von AdventureRooms ist der «Duell»-Spielmodus, wobei zwei Mannschaften im selben Spiel gegeneinander spielen. Dieser Modus wird hauptsächlich von grossen Gruppen für Teambuilding genutzt.
2014 toppten auf der berühmten Bewertungsseite Tripadvisor AdventureRooms-Spiele in Kanada die Niagara Falls und in Athen die Akropolis, bevor das Bewertungssystem von Tripadvisor geändert wurde.
Im März 2019 gab es insgesamt 156 AdventureRooms-Spiele in 19 Ländern.
Die durchschnittliche Fluchtrate beträgt 30 %.